# Филонов, Василий Матвеевич
Василий Матвеевич Филонов (6 июня 1920, село Огни, Огнинская волость, Бийский уезд, Томская губерния — 11 ноября 2004 Саяногорск, Краснодарский край) — старшина Красной армии, участник Великой Отечественной войны и полный кавалер ордена Славы. Участник Парада Победы.

## Биография
Родился 6 мая 1920 года в селе Огни, ныне Усть-Пристанский район, Алтайский край, в русской крестьянской семье. После окончания начальной школы Филоновым его семья переехала в Солтонский район, где Василий Матвеевич устроился работать в колхоз.
В 1940 году (по другим данным, в октябре 1941 года) был призван в Красную армию. Служил на Дальнем Востоке, сначала в посёлке (ныне город) Советская Гавань (Приморский край, ныне в составе Хабаровского края), затем — на острове Русский.
Осенью 1942 года был в числе солдат-дальневосточников, ушедших добровольцами на фронт. Служил пулемётчиком. С декабря 1942 года участвовал в Сталинградской битве. Также участвовал в освобождении Крыма, Севастополя и Белоруссии.
В ночь с 4 на 5 января 1945 года, находясь в составе группы захвата, Василий Филонов уничтожил 11 немецких солдат и забросал гранатам блиндаж противника, также группой был взят в плен унтер-офицер. 11 января 1945 года был награждён орденом Отечественной войны 2-й степени.
Во время ночного рейда 8 марта 1945 года вблизи населённого пункта Дальвеннен (ныне Калининградская область) уничтожил четверых немецких солдат и одного взял в плен. В тот же день был подписан приказ о награждении Василия Филонова орденом Славы 3-й степени.
10 марта 1945 года вблизи Дальвеннена разведывательной группой под командованием Василия Филонова был выявлен отряд состоящий из 25 немецких солдат. После чего завязался бой, в результате которого было уничтожено пятнадцать немецких солдат. Во время этого разведрейда Василием Филоновым и его напарником был блокирован блиндаж противника и захвачен один «язык» (ценный пленный). 21 марта 1945 года был награждён орденом Славы 2-й степени.
Ночью с 5 на 6 апреля 1945 года разведгруппой под командованием Василия Филонова было уничтожено шестеро немецких солдат и был взят в плен офицер, который предоставил важные сведенья. 2 июня 1945 года был награждён орденом Красной Звезды.
Во время боев за Кёнигсберг Василий Филатов повредил катер противника и уничтожил десятерых и взял в плен семнадцать немецких солдат и троих офицеров, также подавил два пулемёта. Группой Филонова было захвачено три склада противника. Начальником дивизионной разведки майором Ситниковым был представлен к награждению орденом Отечественной войны 1-й степени, по настоянию генерала Белобородова был представлен к награждению орденом Славы 1-й степени. 29 июня 1945 года был награждён орденом Славы 1-й степени, став полным кавалером ордена Славы.
Участвовал в Параде Победы на Красной площади 24 июня 1945 года. После войны продолжал служить на территории Латвийской ССР. Демобилизовался в августе 1947 года (по другим данным в 1946 году).
После демобилизации вернулся в родные края, где работал в пожарной части. В 1950 году переехал в Таштагол (Кемеровская область), где работал лопатчиком. В 1963 году переехал в посёлок городского типа Ильский (Краснодарский край), где работал на железной дороге. После переехал в село Горино (Солнечный район), где работал на строительстве Байкало-Амурской магистрали. С 1980 года на пенсии.
В последние годы жил в Саяногорске, где и скончался 11 ноября 2004 года.

## Награды
- Орден Отечественной войны 1-й степени (11 марта 1985)[4];
- Орден Отечественной войны 2-й степени (11 января 1945)[5];
- Орден Красной Звезды (2 июня 1945)[6];
- Орден Славы 1-й степени (29 июня 1945 — № 1292)[7];
- Орден Славы 2-й степени (21 марта 1945 — № 12223)[8];
- Орден Славы 3-й степени (8 марта 1945 — № 209091)[9];
- Медаль «За победу над Германией в Великой Отечественной войне 1941-1945 гг.»[10];
- Медаль «За оборону Сталинграда»[3];
- Медаль «За взятие Кёнигсберга»[3];
- так же ряд прочих медалей[1].